# Kirov-klass (kryssare)
Kirov-klass (Projekt 26) var en fartygsklass bestående av sex kryssare byggda mellan 1935 och 1944 för den sovjetiska flottan: Kirov, Vorosjilov, Maxim Gorkij, Molotov, Kalinin och Kaganovitj. Efter de två första fartygen utökades bepansringen och efterföljande fartyg kallas ibland Maxim Gorkij-klassen. Dessa var de första stora fartygen som byggs av sovjeterna från kölen upp efter det ryska inbördeskriget och har hämtats från den italienska lätta kryssaren Raimondo Montecuccoli som utformats med stöd från italienska företaget Ansaldo. Två fartyg stationerades i Svarta havet och Östersjön under andra världskriget medan det sista paret fortfarande var under uppförande i Sibirien och deltog aldrig i några strider under kriget. De fyra första skeppen bombardera axelmakternas trupper och resurser efter att tyskarna invaderade Sovjetunionen i juni 1941. Alla sex fartyg överlevde kriget och användes bland annat till utbildning och tester in på 1970-talet då de skrotades. Bland annat blev Maxim Gorkij i december 1950 det första sovjetiska örlogsfartyg som en helikopter landade på. Hennes systerfartyg Vorosjilov användes i början av 1960-talet som testbänk för det nya luftvärnssystemet M-11 Sjtorm.